# シャルル・ムートン
シャルル･ムートン（Charles Mouton, 1626年頃－1710年頃）はフランスのリュート奏者、作曲家。
ムートンに関して知られているところは僅かである。おそらくルーアンで生まれ、ドニ・ゴーティエに師事した。初期においては、トリノのサヴォイア家の宮廷で職を得ていた。1660年代にはパリの貴族たちにリュートを教授していた。
1676年にトリノに戻った後、1678年に再びパリへと赴き、1680年頃に2冊のリュート曲集を出版している。この曲集は1部のみ現存しているが、音楽出版者であるエスティエンヌ・ロジェのカタログ（アムステルダム、1716年）によれば、ムトンは4冊の曲集を出版している。そのほか、合計120以上の作品が様々な手稿譜に収載されている。